# Sitotisak
Sitotisak (serigrafija, svilotisak) spada u direktnu tehniku propusnoga tiska s mogućnošću tiska na različite materijale. Smatra se najstarijom tehnikom tiska.

## Princip rada
Tisak se ostvaruje na način da se bojilo (na slici iznad označeno slovom A) strugačem (rakelom) (B) potiskuje kroz tiskarsku formu (C) koja je izrađena od svile (D) koja je zategnuta na drveni ili aluminijski okvir (E).
Svila može biti različite gustine, zavisno od materijala na kojem se tiska i od bojila kojim se tiska. Gustina može biti 35, 43, 55, 77, 90, 120, 145, 160 niti po kvadratnom centimetru. Ovisno o gustini niti svila propušta više (uz manje kvalitetan otisak) ili manje bojila (uz više kvalitetan otisak). Sila pritska strugača, brzina tiska te vrsta podloge na kojoj se tiska također utječu na debljinu nanosa bojila koja iznosi od 20 ‐ 60 μm.
Osim ručnog načina tiska, postoje i strojevi za sitotisak, kako jednobojni tako i višebojni, te poluautomatski i automatski. Tisak se može raditi na ravnim oblicima, a zbog fleksibilnosti tiskovne forme i na zakrivljenim oblicima, te raznim materijalima, tako da sitotisak ima široku primjenu, posebno kod gotovih proizvoda. U tekstilnoj industriji je praktično nezamjenjiva tehnika tiska na tekstilne predmete, kako direktno na tekstil tako indirektno na transfer papir s kojega se poslije otisak termo prešama prenosi na tekstil pod utjecajem visoke temperature. Ovisno o vrsti materijala na koji se tiska, koriste se bojila pogodna za taj materijal. Tako postoje bojila za umjetne materijale, metal, staklo, tekstil (tzv. plastisoli i vodena bojila), gumu, itd. Za tisak na podloge koje odlikuje svojstvo upijanja boja koriste se jednokomponentna bojila u koja se dodaje razrjeđivač čime se regulira i viskoznost bojila, a za tiskovne podloge koje su neupojne koriste se dvokomponentna bojila sa svojstvom brzog sušenja uz dodatak katalizatora.

## Tiskovna forma
Tiskovna forma se priprema na način da se na svilu nanosi fotoosjetljiv sloj emulzije. Nakon sušenja emulzije, fotoosjetljivi sloj se osvjetljava preko matrice na filmu. Ispiranjem sloja emulzije koji nije osvjetljen stvara se tiskovna forma na svili (u negativu), kroz koju kasnije (u procesu tiska) prolazi bojilo. Osvijetljeni dio emulzije čini svilu nepropusnom za bojilo, i na tom dijelu svile bojilo ne prolazi na predmet koji se tiska. Uz pravilan način rada forma za tisak može biti dugotrajna.

## Usporedba s drugim tehnikama tiska
U odnosu na druge tehnike tiska, sitotisak ima mogućnost nanošenja različitih debljina slojeva bojila, tako da konačni otisak na predmetu može biti reljefan. Otisak odlikuje dugi vijek trajanja u svim uvjetima korištenja, te velika pokrivnost. U usporedbi s drugim tehnikama tiska, kvaliteta sitotiska nije velika, zbog nepravilnog oblika reproduciranih rasterskih točkica.

## Vanjske poveznice
- Igor Majnarić: Kvaliteta digitalnih otisaka uvjetovana starenjem tiskovne podloge (Pristupljeno 21. ožujka 2013.)
- [neaktivna poveznica] (Pristupljeno 21. ožujka 2013.)
- Who’s Who in Screenprinting  Arhivirana inačica izvorne stranice od 8. studenoga 2012. (Wayback Machine) Tko je tko u sitotisku
- The Art of Silk-screen. XX century  Arhivirana inačica izvorne stranice od 2. ožujka 2013. (Wayback Machine)